# Ga Eungam
Ga Eungam (Tiếng Hàn: 응암역, Hanja: 鷹岩驛) là ga đường sắt trên Tàu điện ngầm Seoul tuyến 6 ở Yeokchon-dong và Sinsa-dong, Eunpyeong-gu, Seoul và là ga cuối phía Tây của tuyến 6. Khoảng cách giữa Ga Eungam và Ga Bonghwasan, ga cuối phía Đông của tuyến 6, là khoảng 57 phút.

## Lịch sử
- 15 tháng 12 năm 2000: Hoạt động kinh doanh bắt đầu với việc khai trương phần mở rộng giữa Ga Sangwolgok ~ Ga Eungam trên Tàu điện ngầm Seoul tuyến 6

## Bố trí ga
| ↓ Gusan       | Yeokchon ↑ |
| \| E/B W/B \| |            |
| ↓ Saejeol ↑   |            |

| Hướng Tây  | ● Tuyến 6 | Qua tuyến vòng Eungam | ← Hướng đi Yeokchon · Bulgwang · Dokbawi · Yeonsinnae · Gusan                       |
| Hướng Đông | ● Tuyến 6 | Hướng xuống           | → Hướng đi Digital Media City · Hapjeong · Công viên Hyochang · Samgakji · Sinnae → |

## Xung quanh nhà ga
| Lối ra \| 나가는 곳 \| Exit \| 出口 | Lối ra \| 나가는 곳 \| Exit \| 出口 |
| ----------------------------------- | --- |
| 1                                   | Sinsa 1-dong Trung tâm cộng đồng Sinsa 1-dong Trung tâm phúc lợi cộng đồng Sinsa Văn phòng Giáo dục Quận Tây Seoul Trung tâm Wee                            |
| 2                                   | Đến bệnh viện Seoul Seobuk Trường tiểu học Yeokchon Đại học Cơ đốc giáo Seoul Trung tâm phúc lợi người cao tuổi Yeokchon Trung tâm Tự lực Khu vực Eunpyeong |
| 3                                   | Yeokchon-dong Đồn công an phía Tây Chợ tổng hợp Seobu |
| 4                                   | Eungam 1-dong Chợ Eungam Trường trung học khoa học và công nghệ Shinjin Bulgwangcheon Trường tiểu học Eunmyeong                                             |

## Hình ảnh

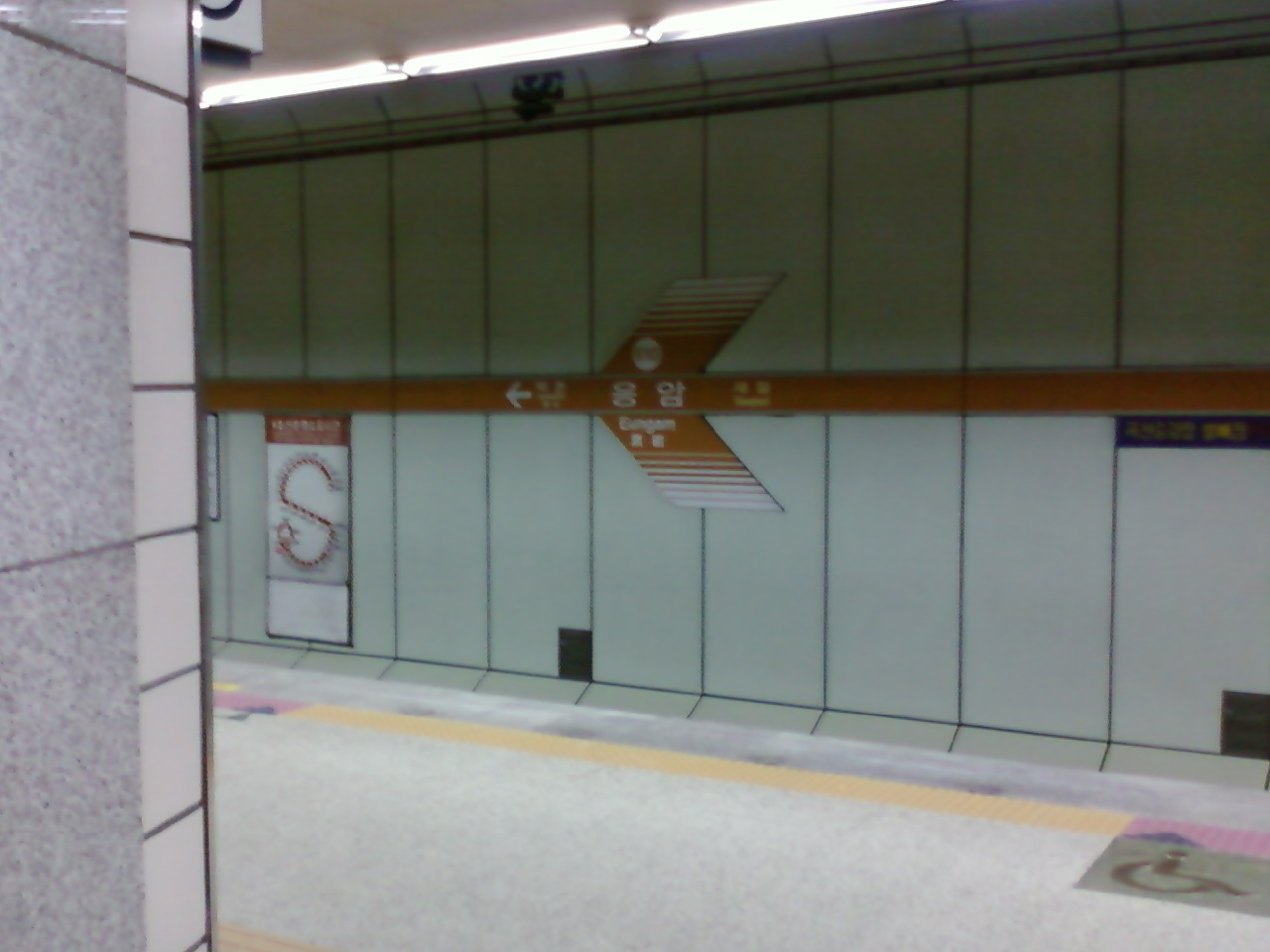
Sân ga hướng vòng Eungam (trước khi lắp đặt cửa lưới)